# Lerbergsskogens naturreservat
Lerbergsskogens naturreservat är ett kommunalt naturreservat i Höganäs kommun i Skåne län.
Området är naturskyddat sedan 2024 och är 11 hektar stort. Reservatet ligger strax söder om Höganäs nära kusten och består av tall, vårtbjörk och en del skogsek.